# 毘式四十粍機銃
毘式四十粍機銃（ビしきよんじゅうミリきじゅう）は、大日本帝国海軍の装備した機関砲である。海軍の装備した機関砲で最大かつ最重量だった。
“毘式”とはヴィッカース・アームストロング社のビ（ヴィ）を表している。

## 概要
水冷・ベルトリンク給弾式の機関砲で、自動式の信管調定器を備え、望遠計算式の照準器を有する。1925年にイギリスのヴィッカース QF 2ポンド砲Mk.II（いわゆるポンポン砲）を導入したものである。当初はイギリスより輸入したが、後に機銃・銃架ともに呉海軍工廠および舞鶴海軍工作部にてライセンス生産化された。
機銃本体に一型・一型改一・二型・二型改一・三型の各種があり、銃架は単装の単装一型・二型・三型と2連装の連装一型・一型改一型・二型があった。単装銃架は主に艦艇の対空砲として、連装銃架は浮上中の潜水艦の船殻に穴を開けて潜航不能にするため、駆逐艇や敷設艇の艦首備砲として、1932年（昭和7年）から1940年（昭和15年）に竣工した艦艇に装備された。
大口径砲としての威力が期待されたが、オリジナルと同様、給弾機構や機関部の設計に無理があり、機械的なトラブルが多発するために信頼性が低く、対空兵器としては発射速度が低い上に弾道特性も悪く、実用射程が短いため、有効性は高いものではなかった。1935年以降、十三粍機銃や九六式二十五粍高角機銃といった新型の国産艦載対空機銃が開発・配備されるとそれらに置き換えられ、太平洋戦争時には主に小型艦艇の艦載砲、及び地上設置型の対空砲や対戦車砲として用いられた。

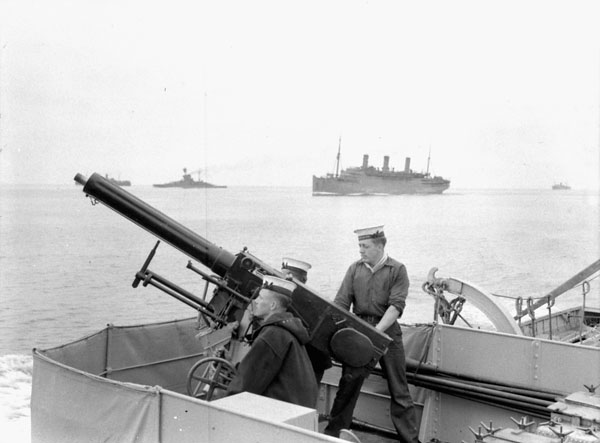
原型となったQF 2pounder gun Mk.II (カナダ軍艦艇に搭載されたもの)
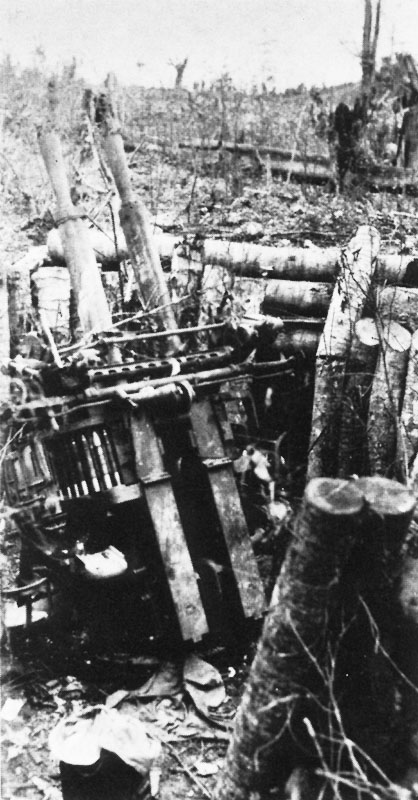
ニュージョージア島西部、ムンダ・ポイントに設けられた毘式四十粍機銃の2連装銃座。 1943年8月、連合軍によりムンダ飛行場が制圧された後の撮影

## 実戦での運用
1942年（昭和17年）10月25日、ガダルカナル島において軽巡洋艦「由良」及び駆逐艦「秋月」と共に米軍急降下爆撃機SBDドーントレスと交戦した第二駆逐隊（白露型駆逐艦4隻）は、対空戦闘で40mm機銃を「村雨」288発、「五月雨」200発、「夕立」310発、「春雨」350発を発射しているが、「対空兵器としての価値は極めて少ない」と評価している。
地上に設置されたものは、数門が連合軍に鹵獲された。

## 搭載艦
- 長門型戦艦：1932年（昭和7年）から1933年（昭和8年）にかけての改装で単装2基が搭載されたが、その後の改修で撤去されている。
- 金剛型戦艦：1932年（昭和7年）の改装で連装2基（金剛のみ[3]）または単装2基[2]が装備されたが、1934年から1937年の改装で撤去された。
- 装甲巡洋艦出雲：単装2基が搭載された。
- 高雄型重巡洋艦：竣工時に単装2基が搭載されたが、1935年（昭和10年）に撤去された[2]。
- 初春型駆逐艦：単装2基が搭載された。
- 白露型駆逐艦：6番艦(五月雨)までには単装2基が搭載されていた。のちに25mm機銃に置き換えられた[7]。
- 鴻型水雷艇：6番艦(雁)以外の各艦が単装1基を搭載した（「雁」は25ミリ機銃を搭載）。
- 第五一号型駆潜艇：単装1基を搭載した。
- 第一号型駆潜艇：連装1基を搭載した。
- 第三号型駆潜艇：連装1基を搭載した。
- 測天型敷設艇：連装1基を搭載した。
- トンブリ級海防戦艦：連装2基を搭載した。

この他、単装、連装共に陸上基地の固定式対空砲座用としても使用された。

## 現存品
タイ王国サムットプラカーン県にある海軍歴史公園には、毘式四十粍機銃の単装銃架型及び連装銃架型が展示されている。

## 各型

### 機銃本体
毘式四十粍機銃一型
ヴィッカース・アームストロング社よりの輸入品。25連ベルトリンク給弾式。
毘式四十粍機銃一型改一
一型の給弾機構を改造し二型と同じ50連ベルトリンク給弾式としたもの。
毘式四十粍機銃二型
給弾機構を改造し50連ベルトリンク給弾式としたもの。
毘式四十粍機銃二型改一
150発ベルトリンク給弾式に変更したもの。試作のみ。
毘式四十粍機銃三型
駆潜艇搭載用。25連ベルトリンク給弾式として小型化したもの。

### 銃架
毘式四十粍単装銃架一型
ヴィッカース・アームストロング社よりの輸入品。機銃1丁装備。
毘式四十粍単装銃架二型
呉海軍工廠による国産品。搭載機銃を二型もしくは一型改一とし、操作手を2名としたもの。
毘式四十粍単装銃架三型
二型を改良したもので、機銃を毘式四十粍機銃三型とし、小型艦艇への搭載用に全幅を縮小したもの。
毘式四十粍連装銃架一型
ヴィッカース・アームストロング社よりの輸入品。機銃2丁装備。
毘式四十粍連装銃架一型改一型
単装銃架二型の搭載機銃を2丁連装に変更したもの。
毘式四十粍二連装銃架二型
単装銃架三型の搭載機銃を2丁連装に変更したもの。